# Коронел-Жуан-Са
Коронел-Жуан-Са (порт. Coronel João Sá)  —  муниципалитет в Бразилии, входит в штат Баия. Составная часть мезорегиона Северо-восток штата Баия. Входит в экономико-статистический  микрорегион Жеремоабу. Население составляет 21 512 человек на 2006 год. Занимает площадь 825,767 км². Плотность населения — 26,1 чел./км².

## Статистика
- Валовой внутренний продукт на 2003 год составляет 27 506 408,00 реалов (данные: Бразильский институт географии и статистики).
- Валовой внутренний продукт на душу населения на 2003 год составляет 1331,19 реалов (данные: Бразильский институт географии и статистики).
- Индекс развития человеческого потенциала на 2000 год составляет 0,526 (данные: Программа развития ООН).